# Pierre Guarin
Pour les articles homonymes, voir Guarin.
Pierre Guarin, né au Tronquay (Eure) en 1678 et mort à Saint-Germain-des-Prés le 29 décembre 1729, est un moine bénédictin de la congrégation de Saint-Maur, grammairien hébraïsant et bibliothécaire de l'abbaye de Saint-Germain-des-Prés.

## Biographie
Il fait sa profession de foi à l'abbaye Notre-Dame de Lyre, dans le diocèse d'Évreux, à l'âge de 18 ans. Il poursuit ses études à Caen, à l'abbaye de Saint-Étienne, puis à Rouen, au monastère de la Bonne-Nouvelle, où il apprend le grec et l'hébreu. Après avoir enseigné pendant quelque temps à Reims où il se fit une grande réputation dans la connaissance de ces langues, il s'installe à Paris à l'abbaye de Saint-Germain-des-Prés, où il se consacre à la rédaction et à la publication d'une étude approfondie de la grammaire hébraïque destinée à éclairer et à faciliter la lecture de la Bible.
La troisième édition de son ouvrage, parue vingt ans après sa mort, fut complétée par son élève Nicolas Letournois (1677-1741).

## Publications
- Grammatica hebraica et chaldaica, Paris, Jacobi Collombat, 1721
- Grammatica hebraica et chaldaica, Paris, Jacobi Collombat, 2 vol., 1724-1726 Texte en ligne 1 2
- Lexicon hebraicum et chaldaeobiblicum, continué par Nicolas Letournois, Paris, Jacobi Collombat, 2 vol., 1746 Tome 2 en ligne
- Syntaxis hebraica, contenu dans Juvenalis Potschka, Thesaurus linguae sanctae, Bambergae et Wirceburgi, T. Goebhardt, 1780